# Richard Kühnau
Richard Kühnau (* 16. Februar 1858 in Branitz bei Cottbus; † 18. Mai 1930 in Cottbus) war ein deutscher Gymnasialprofessor und Herausgeber von Sammlungen schlesischer Sagen.

## Leben und Wirken
Richard Kühnau besuchte das Gymnasium, studierte anschließend Philologie und promovierte zum Dr. phil.
Er wurde  Lehrer am Gymnasium Thomaeum in Kempen am Niederrhein, danach in Patschkau in Niederschlesien. Seit Ostern 1908 unterrichtete er am Königlichen St. Matthias-Gymnasium in Breslau als Gymnasialprofessor.
Richard Kühnau veröffentlichte seit 1911 mehrere Bände mit schlesischen Sagen  und war in dieser Zeit der wichtigste Sagenforscher in dieser Region. Er ließ sich deshalb öfter von seiner Lehrertätigkeit beurlauben, auch wegen seiner schwachen Gesundheit.

## Publikationen
- Schlesische Sagen, 3 Bände, Leipzig 1911–1913; Neuausgabe Opole [um 2022]
- Sagen aus Schlesien (mit Einschluss Österreichisch-Schlesiens), Eichblatt, Berlin-Friedenau 1914, 2. Auflage 1925
- Breslauer Sagen, Ostdeutsche Verlagsanstalt Breslau, 1926
- Oberschlesische Sagen geschichtlicher Art, Ferd. Hirt, Breslau 1926
- Sagen der Grafschaft Glatz, A. Walzel, Mittelwalde [1927]
- Mittelschlesische Sagen geschichtlicher Art, Ostdeutsche Verlagsanstalt, Breslau, 1929